# Подушка-пердушка
Поду́шка-перду́шка (другое название — «вупи» от англ. «whoopee cushion») — приспособление для розыгрыша, представляющее собой резиновый мешок с расширяющимся к концу отверстием.

## Использование
Подушку следует надуть, после чего незаметно подложить на стул или кресло, куда должна сесть жертва розыгрыша. Однако существуют модели подушек с возможностью надуваться самостоятельно, за счёт находящегося внутри поролона или любого другого упругого губчатого материала и небольшой дырочки посередине изделия.
Когда ни о чём не подозревающий человек садится на подложенную на кресло «подушку-пердушку», воздух из неё под действием веса садящегося выталкивается, и «подушка-пердушка» издаёт звук, напоминающий характерный для исхождения газов (флатус) при метеоризмe звук.

## История
Имеется упоминание об использовании подобных подушек на званых обедах у римского императора Гелиогабала.
Современная версия «подушки-пердушки» повторно «изобретена» в 1920-х годах JEM Rubber Co. (Торонто, Канада).
Большим любителем розыгрыша с «подушкой-пердушкой» был Альфред Хичкок — принимая гостей у себя, он раскладывал их везде, где только можно было. Он говорил, что ничто не доставляет ему такого удовольствия, как смотреть на изменение лица напыщенного голливудского кинематографиста, с которого сползает спесь при этом звуке.